# Styloleptus biustus
Styloleptus biustus es una especie de escarabajo longicornio del género Styloleptus, tribu Acanthocinini, subfamilia Lamiinae. Fue descrita científicamente por LeConte en 1852.

## Descripción
Mide 3,75-9 milímetros de longitud.

## Distribución
Se distribuye por Canadá, Cuba, Estados Unidos, Bahamas Haití y República Dominicana.